# تجارتخانه تومانیانس
تجارتخانه تومانیانس نخستین تجارتخانه‌ای است که در ایران به کار صرافی و بانکداری، به شکل گسترده پرداخت. هاروتیون تومانیان در ۱۲۵۷ خورشیدی، مؤسسه بازرگانی خود را در تبریز، شهر پررونق تجاری آن زمان، بنا کرد و پس از برقراری صادرات و واردات با روسیه تزاری و چند سفر به این کشور و آشنایی با بانکداری آن، در ۱۳۰۹ هجری قمری کار صرافی و بانکداری را شروع کرد که رفته رفته به صورت فعالیت اصلی تجارتخانه درآمد. این بنگاه، در زمانی کوتاه توانست در خرید و فروش ارز با بانک شاهنشاهی رقابت کند و با افتتاح حساب جاری برای مردم، پرداخت وام و دادن بهره به موجودی تا ۶٪، موفقیت زیادی به دست آورد ولی پس از نزدیک یک سده فعالیت، در جریان انقلاب روسیه، ورشکست و اموالش توقیف شد.